# USL Second Division
A United Soccer League Second Division, (em português:  Liga Unida de Futebol - Segunda Divisão; abreviação oficial: USL-2), foi uma liga de futebol profissional nos Estados Unidos, sendo considerado entre 1995 e 2010 a terceira divisão profissional na Pirâmide do Futebol dos Estados Unidos, em baixo do Major League Soccer (primeira divisão) e da USL First Division (segunda divisão). A liga foi extinta para a criação da United Soccer League.

## História
A liga foi fundada sob o nome de United States International Soccer League, após a mudança do nome da United States Interregional Soccer League (USISL). Seu primeiro compeão foi o Long Island Rough Riders, que derrotou o Minnesota Thunder na final.
Entre 1995 e 2010 a liga recebeu vários nomes, USISL D-3 Pro League, USL D3 Pro League,  USL Pro Select League,  USL Pro Soccer League e USL Second Division.
Em 2010 o surgimento da nova North American Soccer League, a USL First Division ficaria com apenas três times. Com isso a United States Soccer Federation (USSF) sancionou que nenhuma das duas ligas iria ser disputada em 2010 e ordenou que as duas entrassem em acordo. No dia 10 de janeiro de 2010, a USSF anunciou a extinção da USL-1 para a criação da USSF D2 Pro League.
No dia 8 de setembro de 2010 foi anunciada a criação da USL Pro, que seria a junção da USL First Division com a USL Second Division, iniciando em 2011.

## Equipes
| - Albuquerque Geckos (1997) - Arizona Sahuaros (1997–2002) - Atlanta Magic (1995, only played 2 games) - Austin Lone Stars (1997–2000) - Bermuda Hogges (2007–09) - Boston Storm (1995) - Boston Bulldogs (2001) - California Jaguars (1995–96, 1998–99, 1995 as Montego Bay Jaguars) - California Gold (2002–04) - Cape Cod Crusaders (1995, 1997–2000) - Carolina Dynamo (1995, 1999–2003, 1995 as Greensboro Dynamo) - Cascade Surge (1995–96, as Oregon Surge in 1995) - Central California Valley Hydra (1995–96) - Central Jersey Riptide (1996–98) - Charleston Battery (1995–96, 2010) - Charlotte Eagles (1995–2000, 2004–10) - Chattanooga Express (1995–96) - Chicago Stingers (1995–98,) - Chico Rooks (1995–2001) - Cincinnati Cheetahs (1995) - Cincinnati Kings (2005–07) - Cleveland Caps (1997–98) - Cleveland City Stars (2007–08) - Columbus Xoggz (1995) - Connecticut Wolves (1995, 2002) - Crystal Palace Baltimore (2007–09) - Delaware Wizards (1995, 1997–2000) - Detroit Wheels (1995) - Eastern Shore Sharks (1995–99, as Baltimore Bays in 1995–97) - El Paso Patriots (1995) - Everett BigFoot (1995–96) - Florida Stars (1995) - Florida Strikers (1995, 1997, as Fort Lauderdale Strikers in 1995) - Fresno Dragons (1999) - Greenville Lions (2001–02) - Hampton Roads Mariners (1995) - Harrisburg City Islanders (2004–10) - Hawaii Tsunami (1995–1997) - Houston Force (1995) - Houston Hurricanes (1996–2000) - Indiana Blast (1997–98) - Jersey Dragons (1995) - Las Vegas Quicksilver (1995) - Lexington Bluegrass Bandits (1995) - Long Island Rough Riders (1995, 2002–06) - Los Angeles Salsa U-23s (1995) - Louisville Thoroughbreds (1995) - Miami Breakers (1998) - Milwaukee Rampage (1995) - Minnesota Thunder (1995) - Mobile Revelers (1995–1997) - Myrtle Beach Boyz (1995) - Myrtle Beach Seadawgs (1997–99) | - New Hampshire Ramblers (1995) - New Hampshire Phantoms (1996–2007) - New Jersey Stallions (1997–2003, as New York/New Jersey Stallions in 1997–98) - New Mexico Chiles (1995) - New Orleans Riverboat Gamblers (1995) - New York Capital District Alleycats (1995–98, as Albany Alleycats in 1995–96) - New York Fever (1995) - New York Freedom (2002–03) - North Jersey Imperials (1996–97, 1999) - Northern Nevada Aces (2001–02) - Northern Virginia Royals (1998–2005) - Orlando Nighthawks (1997–98, as Daytona Tigers in 1997) - Philadelphia Freedom (1995–97, as Pennsylvania Freedom in 1995) - Pensacola Barracudas (1998) - Portland Firebirds (1995) - Raleigh Flyers (1995) - Reading Rage (1996–2003) - Reno Rattlers (1995, 1997–98) - Rhode Island Stingrays (1995–2001) - Richmond Kickers (2006–10) - Pittsburgh Riverhounds (2004–06, 2008–10, as Riverhounds FC in 2004) - Riverside County Elite (2000) - Roanoke Wrath (1998–2000) - Rockford Raptors (1995–98) - Sacramento Scorpions (1997) - St. Louis Knights (1995) - San Antonio Pumas (1995–98) - San Diego Top Guns (1995) - San Diego Gauchos (2002–04) - San Fernando Valley Golden Eagles (1995–98) - San Francisco Bay Diablos (1995) - San Francisco Bay Seals (1997) - Shreveport/Bossier Lions (1998) - South Carolina Shamrocks (1997–99) - South Jersey Barons (1997-02) - Southwest Florida Manatees (1998) - Stanislaus County Cruisers (1997–2001) - Tallahassee Tempest (1998) - Tampa Bay Cyclones (1995) - Texas Lightning (1995) - Texas Rattlers (1995–2000, as Dallas/Ft. Worth Toros in 1995–96, as Dallas Toros in 1997, as Texas Toros in 1998–99) - Tucson Fireballs (1997–2001, as Los Angeles Fireballs in 1997–99) - Tulsa Roughnecks (1995–99) - Utah Blitzz (2000–04) - Vermont Voltage (1997–98, as Vermont Wanderers in 1997) - Washington Mustangs (1996) - Westchester Flames (2002–04) - Western Mass Pioneers (1998–2009) - Wilmington Hammerheads (1996–2009) - Worcester Wildfire (1996) - Yakima Reds (1995–96) |

## Campeões
| USISL Pro League      | USISL Pro League          | USISL Pro League | USISL Pro League       |
| --------------------- | ------------------------- | ---------------- | ---------------------- |
| 1995 Detalhes         | Long Island Rough Riders  | 2–1              | Minnesota Thunder      |
| 1996 Detalhes         | Charleston Battery        | 3–2              | Charlotte Eagles       |
| USISL D-3 Pro League  |                           |                  |                        |
| 1997 Detalhes         | Albuquerque Geckos        | 4–1              | Charlotte Eagles       |
| 1998 Detalhes         | Chicago Stingers          | 3–2              | New Hampshire Phantoms |
| USL D3 Pro League     |                           |                  |                        |
| 1999 Detalhes         | Western Mass Pioneers     | 2–1              | South Jersey Barons    |
| 2000 Detalhes         | Charlotte Eagles          | 5–0              | New Jersey Stallions   |
| 2001 Detalhes         | Utah Blitzz               | 1–0              | Greenville Lions       |
| 2002 Detalhes         | Long Island Rough Riders  | 2–1              | Wilmington Hammerheads |
| USL Pro Select League |                           |                  |                        |
| 2003 Detalhes         | Wilmington Hammerheads    | 2–1              | Westchester Flames     |
| 2004 Detalhes         | Utah Blitzz               | 2–2 (5–4)        | Charlotte Eagles       |
| USL Second Division   |                           |                  |                        |
| 2005 Detalhes         | Charlotte Eagles          | 2-2 (5–4)        | Western Mass Pioneers  |
| 2006 Detalhes         | Richmond Kickers          | 2–1              | Charlotte Eagles       |
| 2007 Detalhes         | Harrisburg City Islanders | 1–1 (8–7)        | Richmond Kickers       |
| 2008 Detalhes         | Cleveland City Stars      | 2–1              | Charlotte Eagles       |
| 2009 Detalhes         | Richmond Kickers          | 3–1              | Charlotte Eagles       |
| 2010 Detalhes         | Charleston Battery        | 2–1              | Richmond Kickers       |